# Sant Ot
|  | Per a altres significats, vegeu «Sant Ot (desambiguació)». |

Sant Ot és una església situada al passeig de Manuel Girona, 23-27 i el carrer d'Eudardo Conde, 1 al barri de Sarrià de Barcelona.

## Història i descripció
La parròquia de Sant Ot va ser creada el 1956 pel bisbe Modrego, i el primer rector fou Lluís Martí. El 6 de juliol del 1958 es col·locà la seva primera pedra del nou temple, projectat per Emili Bordoy i Francesc Salvans, amb referències a l'arquitectura religiosa europea contemporània i traços gaudinianes. Les obres s'efectuaren ràpidament, i el temple fou inaugurat el 5 de juliol de l'any següent.
De planta rectangular i absis semicircular, la coberta de formigó armat vist lleugerament bombada fa possible que no hi hagi pilars a l'interior. A més, una part s'eleva sobre el presbiteri, permetent així una il·luminació zenital, un efecte lumínic que confereix una certa singularitat a l'espai. A l'entrada hi ha un gran porxo a tota alçada, sustentat per les parets corbes d'obra vista.

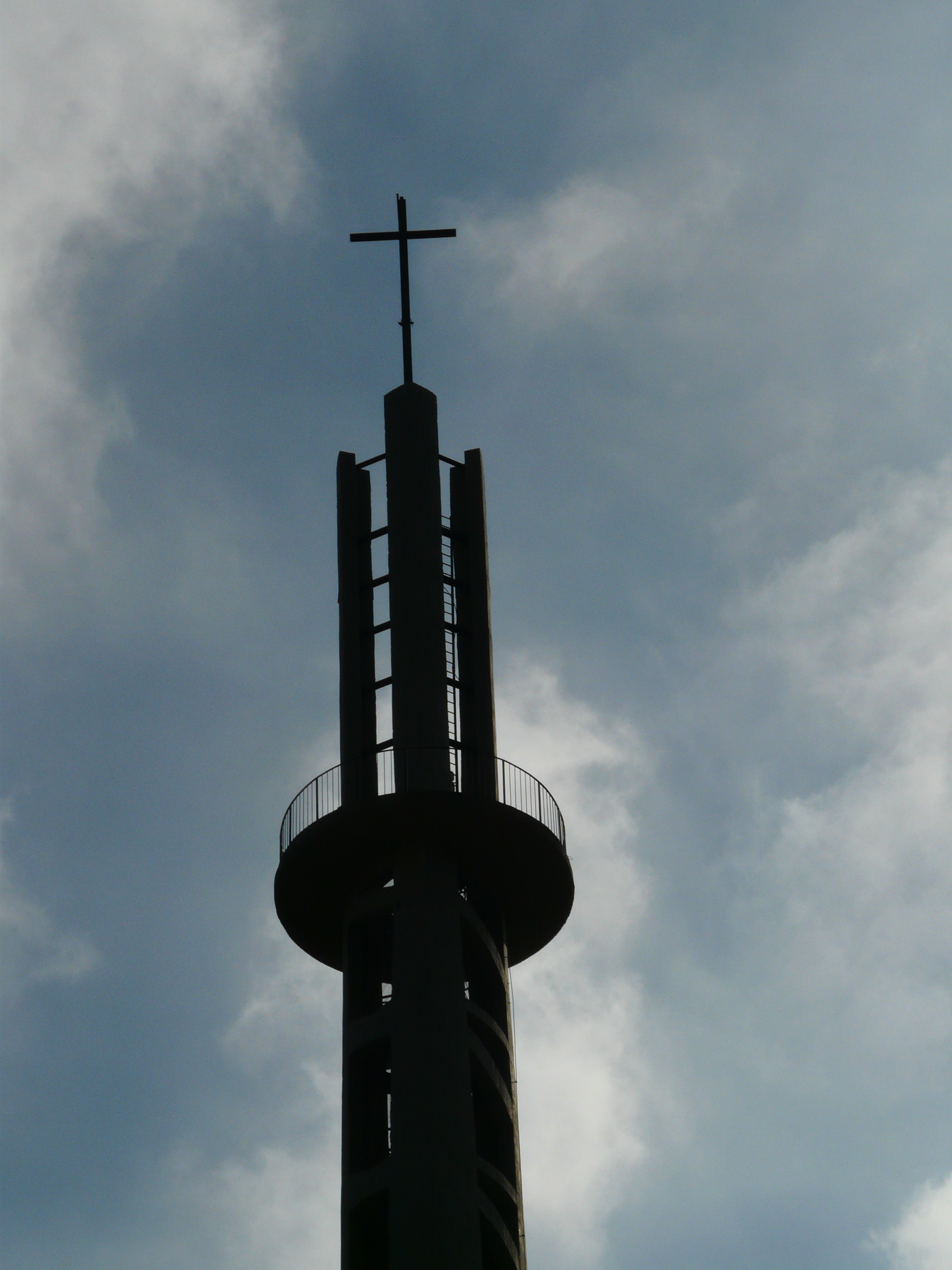
Detall del campanar

L'element més característic és el campanar, de 67 m d'alçada, anomenat popularment «el bolígraf». És de planta triangular amb diverses finestres invertides, i es va estrenyent amb l'alaçada; a l'extrem superior, es transforma en tres pilars que sustenten una gran creu metàl·lica.
A l'interior hi ha tres altars: el de Sant Ot, amb una escultura de Josep Viladomat, i dos més al Sagrat Cor de Jesús i la Immaculada Concepció. Darrere l'altar major, hi ha un mosaic fet de rajoles de ceràmica esmaltada, que representa el sopar d'Emmaús i conté la inscripció «El conegueren al partir el pa» i la signa de Raventós.
S'hi realitzen la catequesi i formacions de preparació per al baptisme i el matrimoni. A més a més, la parròquia es dedica a l'assistència social en col·laboració amb Càritas i mitjançant l'atenció a persones grans i malalts.
L'actual rector és mossèn Fernando Perales, que també exerceix com a jutge del Tribunal Eclesiàstic de Barcelona.

## Rectors de la parròquia[6]
- Lluís Martí i Puntas (28 d´octubre de 1956-25 de juny de 1966)
- Josep Martorell i Vallvé (c. 1966-setembre de 1984)
- Pere Campanyà i Ribó (setembre de 1984-novembre de 2003)
- Fernando Perales (2003-actualitat)